# Spasporub
Spasporub (ros. Спаспоруб) – wieś (sieło) w Rosji, w Republice Komi, w rejonie priłuzskim. W 2010 liczyła 605 mieszkańców.

## Urodzeni
- Iwan Markow – radziecki wojskowy.